# Nymphon petri
Nymphon petri is een zeespin uit de familie Nymphonidae. De soort behoort tot het geslacht Nymphon. Nymphon petri werd in 1993 voor het eerst wetenschappelijk beschreven door Turpaeva. 